# صدف پیرابند لفافه‌دار
صدف پیرابند لفافه‌دار (نام علمی: Austrolittorina unifasciata) نام یک گونه از  بلندشکم‌پایان است.